# Nyndro
Nyndro (tyb. ཕྱག་ཆེན་སྔོན་འགྲོ།; Wylie.: sngon 'gro; wymowa nöndro): – praktyki wstępne stosowane we wszystkich czterech szkołach buddyzmu tybetańskiego stanowiące podstawę ścieżki tantrycznej w wadżrajanie prowadzącej do Oświecenia według buddyzmu. Nyndro jest wykonywane również w religii bön, choć nie ma swego rodowodu w naukach buddy Siakjamuniego do Oświecenia.

## Podział
Praktyki nyndro dzieli się zazwyczaj na następujące zwykłe i szczególne praktyki.

### Zwykłe praktyki wstępne
Zwykłe praktyki wstępne często określa się mianem "czterech rozmyślań kierujących umysł ku Dharmie". Obejmują one kontemplację:
1. kontemplacja o cennym ludzkim odrodzeniu umożliwiającym Oświecenie
2. kontemplacja o nietrwałości życia szybko przemijającego podczas którego należy zrealizować praktykę do Oświecenia
3. kontemplacja o prawie karmy, które decyduje o przyszłych odrodzeniach (reinkarnacja)
4. kontemplacja o wszechobecności cierpień (dukkha) którym będzie się podlegać (jeżeli nie zrealizuje się Oświecenia) podczas kolejnych odrodzeń (reinkarnacji) w świecie (samsara)

### Szczególne praktyki wstępne
Szczególne praktyki wstępne są to praktyki wadżrajany i zwykle obejmują:
1. przyjęcie schronienia buddyjskiego oraz rozwinięcie Postawy Bodhisattwy (skt. bodhiczitta) uwzględniające wykonywanie pokłonów i wizualizację "drzewa schronienia"
2. medytacja na Wadżrasattwę (tyb. Dordże Sempa) dla oczyszczenia ze splamień
3. podarowania Mandali dla nagromadzenia dobroczynnego potencjału karmicznego tzw. zasługi
4. medytacja na Nauczyciela i Jego Linię Przekazu (skt. Guru Joga, tyb. Lami Naldzior)

Ponadto dodawana jest w szkole ningma do tego, szczególna praktyka Kusali reprezentująca ofiarowanie własne wizualizowanego ciała lub charakterystyczne dla tradycji gelug następujące szczególne praktyki:
1. praktykę Dordże Khadro (Wadżra Daka) w której wizualizuje się negatywności karmiczne i splamienia jako ofiary spalane w ogniu dla jidama Dordże Kadro, który następnie połyka je jako nektar
2. ofiarowanie miseczek z wodą wraz ze stosownymi wizualizacjami
3. ofiarowanie figurek Tsa-tsa z masła bądź gliny uformowanych w postaci buddy
4. medytacja z recytacją mantry Samaja Wadżrę (tyb. Damtsig Dordże) wraz z wizualizacją tego jidama.

Szczególne praktyki wstępne wykonuje się tradycyjnie w liczbie 100 000 wykonanych elementów charakterystycznych dla danych medytacji. Dodatkowo dokańcza się je do liczby 111 111 w zależności od wskazówek mistrza wadżrajany określonej tradycji. W tradycji gelug nyndro jest wykonywane zwykle równocześnie z właściwą praktyką indywidualnej tantry jogi najwyższej, podczas gdy w sakja, ningma i kagju zwykle wykonuje się przed właściwą praktyką w celu przygotowania do niej. Niekiedy wymagane jest wykonanie tylko dziesięciu procent liczby elementów nyndro, np. przed przystąpieniem do głównych praktyk dzogczen. Nyndro to bardzo silny zestaw praktyk, prowadzący do oczyszczenia negatywnych działań i gromadzenia zasług (dobroczynnego potencjału do oświecenia). Właściwe ukończenie tych praktyk daje możliwość skutecznej praktyki indywidualnej tantry jogi najwyższej określonej tradycji spośród wszystkich czterech szkół buddyzmu tybetańskiego, w szczególności praktyk mahamudry oraz dzogczen prowadzących do oświecenia tj. trzech ciał buddy. Nyndro jest wykonywane również w religii bön, choć nie ma swego rodowodu w naukach buddy Siakjamuniego.